# Danubica
Danubica es un género de foraminífero bentónico considerado un sinónimo posterior de Thuramminopsis de la subfamilia Psammosphaerinae, de la familia Psammosphaeridae, de la superfamilia Psammosphaeridae, del Suborden Saccamminina y del orden Astrorhizida. Su especie tipo era Danubica gracilis. Su rango cronoestratigráfico abarcaba el Jurásico superior.

## Discusión
Clasificaciones previas incluían Danubica en la Superfamilia Astrorhizoidea, así como en el Suborden Textulariina y/o Orden Textulariida.

## Clasificación
Danubica incluía a la siguiente especie:
- Danubica gracilis †